# Wim Schepers
Wim Schepers   (Stein, 25 de setembre de 1943 - Meers, 25 de setembre de 1998) va ser un ciclista neerlandès, que fou professional entre 1966 i 1975. Era germà del també ciclista John Schepers.
En el seu palmarès destaquen dues victòries d'etapa al Critèrium del Dauphiné Libéré. Inicialment finalitzà la Volta a Espanya de 1971 en segona posició, a tan sols 19" del vencedor, Ferdinand Bracke, però una sanció de deu minuts per un control antidopatge positiu el va dur a la quinzena posició final.

## Palmarès
- 1965
  - Vencedor de 2 etapes a la Volta a Àustria
- 1966
  - 1r al Manx Trophy
- 1969
  - 1r a la Circuit Mandel-Leie-Escalda
- 1970
  - 1r al Circuit de les sis províncies
  - Vencedor de 2 etapes del Critèrium del Dauphiné Libéré
  - Vencedor d'una etapa dels Quatre dies de Dunkerque

### Resultats al Tour de França
- 1967. 25è de la classificació general
- 1968. Abandona (12a etapa)
- 1970. Abandona (5a etapa b)
- 1972. Fora de control (9a etapa)
- 1973. Abandona (8a etapa)

### Resultats a la Volta a Espanya
- 1971. 15è de la classificació general